# Вікіпедія
Вікіпе́дія (англ. Wikipedia, МФА: [ˌwɪkɪˈpiːdɪə]) — загальнодоступна вільна багатомовна онлайн-енциклопедія, якою опікується неприбуткова організація «Фонд Вікімедіа».
Назва утворена від слів «вікі» (технології для створення сайтів) та «енциклопедія». Засновниками Вікіпедії є Ларрі Сенгер та Джиммі Вейлз. Офіційне відкриття відбулося 15 січня 2001 року.
Будь-хто, у кого є доступ до читання Вікіпедії, також може редагувати практично всі її статті. Вікіпедія — п'ятий за популярністю вебсайт у світі.
У сукупності випуски Вікіпедії охоплюють понад 62 мільйони статей, які залучають близько 2 мільярдів унікальних відвідувань на пристрої на місяць і понад 14 мільйонів редагувань на місяць (приблизно 5,2 редагування в секунду в середньому) станом на листопад 2023 року.  26% трафіку Вікіпедії припадає на Сполучені Штати, далі йдуть Японія – 5,9%, Великобританія – 5,4%, Німеччина – 5%, Росія – 4,8%, а решта 54% розподіляються між іншими країнами, згідно з даними, наданими SimilarWeb., що написані добровольцями з усього світу. Учасників Вікіпедії називають вікіпедистами. Як інтернет-довідник Вікіпедія є найбільшою і найпопулярнішою серед подібних сайтів. За обсягом відомостей і тематикою Вікіпедію вважають найповнішою енциклопедією, яку коли-небудь створювали за всю історію людства.
Матеріали Вікіпедії, як і інших проєктів Фонду Вікімедіа, є вільними до використання, розповсюдження та вдосконалення на умовах ліцензій Creative Commons Attribution Share-Alike 3.0 Unported та GFDL, а сам сайт проєкту не містить рекламних банерів і працює завдяки добровільним пожертвам. Деякі оператори мобільного зв'язку надають доступ до Вікіпедії без стягнення плати за Інтернет-трафік.
Однією з переваг Вікіпедії є можливість подання інформації рідною мовою — сайт складається з 355 мовних розділів. Найбільшою Вікіпедією за кількістю статей є англійська, яка містить понад 6 млн статей.

## Історія
Вікіпедія почалась як братній проєкт Нупедії, безплатної англомовної онлайн-енциклопедії, статті до якої писали спеціалісти, після чого статті проходили процес формальної перевірки. Нупедія заснована 9 березня 2000 року і була власністю Bomis, Inc, компанії, що володіла також однойменним вебпорталом. Головними фігурами були Джиммі Вейлз, головний виконавчий директор Bomis, та Ларрі Сенґер, головний редактор Нупедії та згодом Вікіпедії. Нупедія спочатку публікувалась під власною ліцензією відкритого контенту, а потім перейшла на GNU Free Documentation License перед заснуванням Вікіпедії на наполягання Річарда Столмена.

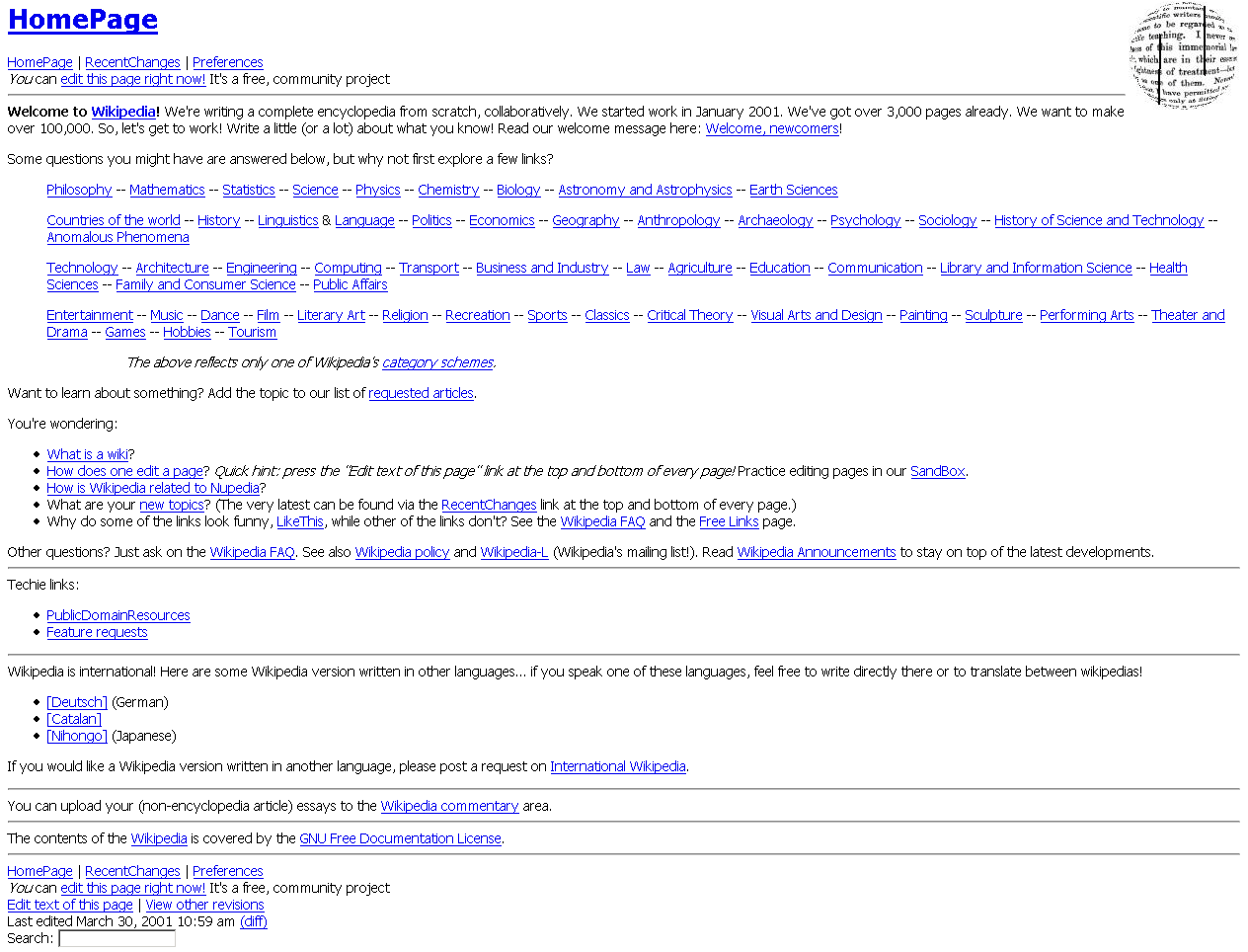
Головна сторінка Англійської Вікіпедії станом на 30 березня 2001 року.

Заснували Вікіпедію Джиммі Вейлз і Ларрі Сенґер. Вейлзу приписують визначення напрямку вільно редагованої енциклопедії, а Сенґеру зазвичай приписують створення стратегії використання вікі для досягнення цієї мети. 10 січня 2001 року Ларрі Сенґер запропонував у списку розсилки Нупедії створити вікі, як підготовчий проєкт для Нупедії. Вікіпедія була формально запущена 15 січня 2001 року як один англомовний розділ на сайті www.wikipedia.com, про відкриття оголосили в списку розсилки Нупедії. Політика Вікіпедії про «нейтральну точку зору» сформувалася в перші місяці, вона була схожа на політику „неупередженості“ Нупедії. Щодо іншого, то спочатку було відносно небагато правил і Вікіпедія функціонувала незалежно від Нупедії.
Вікіпедія здобула своїх ранніх учасників від Нупедії, завдяки статтям на Slashdot та індексуванню пошуковими машинами. Вона виросла до 20000 статей і 18 мовних розділів до кінця 2001 року. На кінець 2002 року вона досягла 26 мовних розділів, 46 — на кінець 2003 і 161 мовний розділ був на останні дні 2004 року. Нупедія і Вікіпедія співіснували поки колишні сервери не були відключені назавжди в 2003, а тексти були інкорпоровані у Вікіпедію. Англійська Вікіпедія минула двохмільйонну позначку 9 вересня 2007 року, ставши найбільшою енциклопедією, що коли-небудь існувала і перевершила навіть енциклопедію Юнле, що тримала рекорд рівно 600 років.
Посилаючись на страх комерційної реклами та відсутність контролю у відчутному англоцентризмі Вікіпедії, користувачі іспанської Вікіпедії відокремились від Вікіпедії та створили Enciclopedia Libre в лютому 2002 року. Пізніше цього року Вейлз оголосив, що Вікіпедія не буде розміщувати рекламу, а вебсайт змінив адресу на wikipedia.org. Також було розпочато багато інших проєктів вікі-енциклопедій, які відрізняються філософією від відкритої та НТЗ редакційної моделі Вікіпедії. Wikinfo не вимагає нейтральної точки зору і дозволяє оригінальні дослідження. Нові проєкти на зразок Вікіпедії, такі як Citizendium, Scholarpedia, Conservapedia, а також Google's Knol, у якому статті мають більш творчий характер, — було розпочато у відповідь на відчутні обмеження Вікіпедії, такі як політика щодо рецензування, оригінальних досліджень і комерційної реклами.

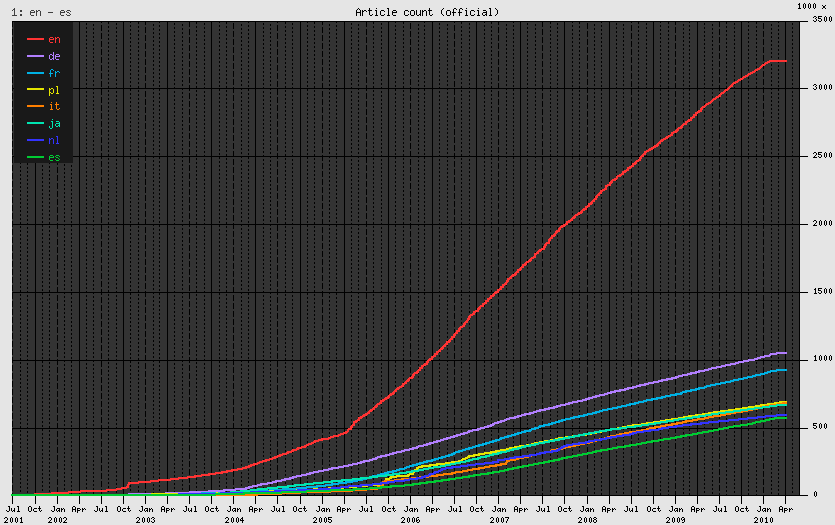
Динаміка росту 8 найбільших вікіпедій у період 2001—2010 роки

Проєкт набув популярности серед користувачів Мережі, і пізніше з'явилися розділи Вікіпедії іншими мовами (Див. також Wikipedia— багатомовний портал, який містить посилання на розділи Вікіпедії всіма мовами), з українською включно. (Див. Історія української вікіпедії.)
Англомовний розділ є найбільшим за обсягом у Вікіпедії, і однією з найбільших енциклопедій узагалі. До 9 вересня 2007 року титул найбільшої енциклопедії 600 років належав Енциклопедії Юнле. Станом на грудень 2007 року він містив понад 2 млн статей, а в березні 2010 вже більше ніж 3,2 млн. З 15 червня 2013 року другим за розміром є нідерландський розділ з понад півтора мільйона статей, обігнавши завдяки використанню ботів німецьку Вікіпедію (що до того була другою протягом 12 років). Усього ж є 321 розділ Вікіпедії різними мовами, хоча тільки 47 містять понад 200 000 статей на 12 травня 2021 року, серед яких і український, який має 1 371 679 статей.

## Суть Вікіпедії

### Мета

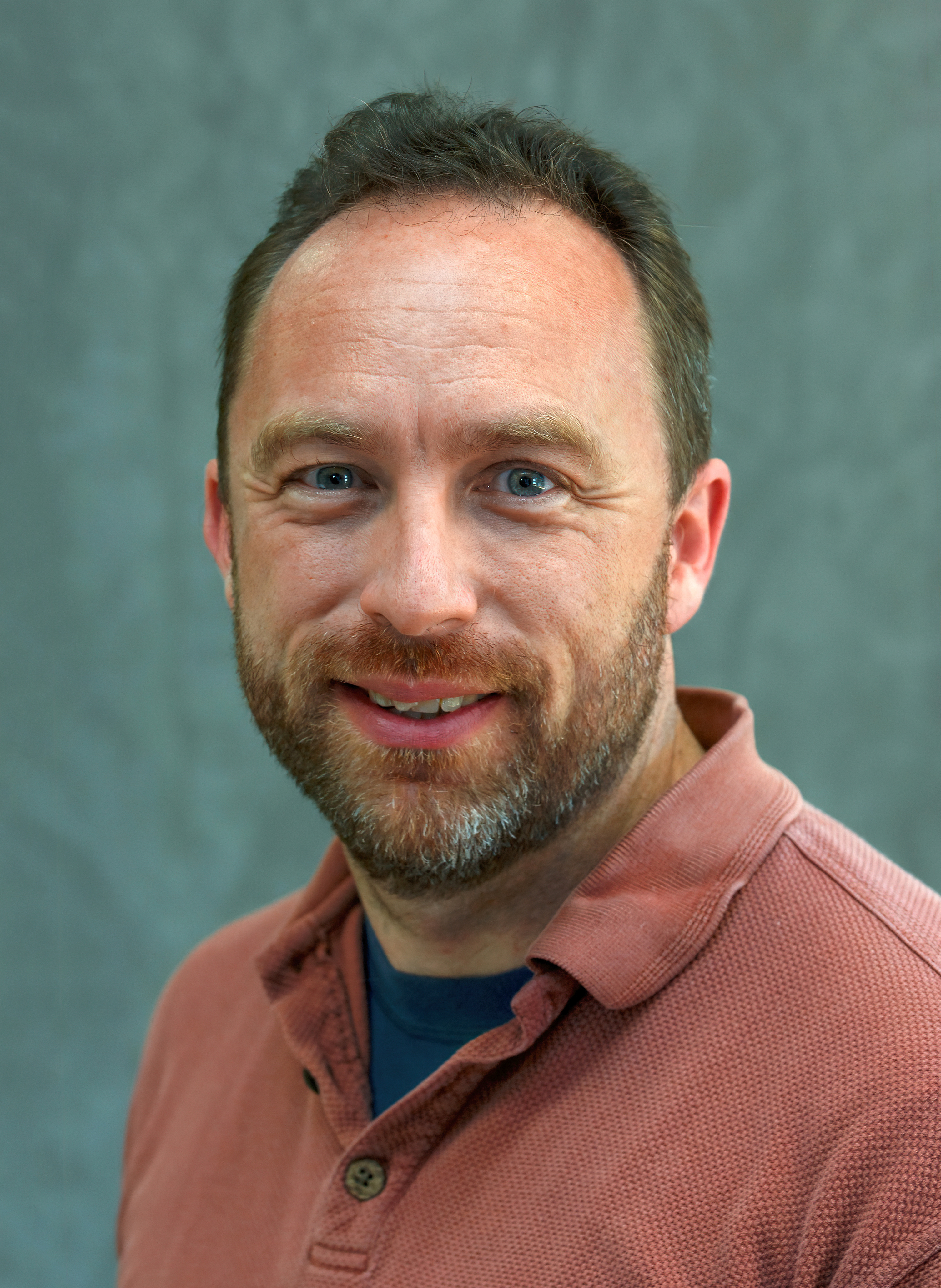
Джиммі Вейлз — один із засновників Вікіпедії і колишній голова Фонду Вікімедіа

Засновник Вікіпедії Джиммі Вейлз висловився про ідею Вікіпедії та суміжних проєктів:
|  | Уявіть собі світ, в якому кожна людина може вільно ділитись знаннями всього людства. |

Вікіпедія позиціонує себе як «вільна енциклопедія» (англ. The Free Encyclopedia). Створюючи нові чи редагуючи наявні статті, користувачі публікують свій внесок на умовах вільних ліцензій Creative Commons Attribution Share-Alike 3.0 Unported та GFDL. Матеріали Вікіпедії можна вільно використовувати, розповсюджувати та вдосконалювати на умовах цих ліцензій, що робить її частиною т. зв. «вільного вмісту» або «вільної культури».
Одним з найголовніших принципів Вікіпедії є дотримання авторського права: до статей можна додавати тільки власний текст або ті матеріали, на які користувач має відповідні авторські права. Лише так можна бути певними, що текст Вікіпедії можна законно вільно поширювати.
Окрім того, слово «free» в англійській мові означає також «безплатний». Вікіпедія та інші проєкти Фонду Вікімедіа працюють без розміщення рекламних банерів чи надання платних послуг. Використання Вікіпедії є повністю безплатним та вільним від реклами.

### Створення та редагування текстів
Теперішній рушій Вікіпедії називається MediaWiki. Він написаний на PHP і поширюється безплатно за Суспільною Ліцензією GNU. Кожна сторінка може бути редагована анонімно чи від облікового запису користувача через його браузер з використанням полегшеної вікі-розмітки (за винятком окремих сторінок, які перебувають під підвищеною загрозою вандалізму).
Текст Вікіпедії не перевіряється ніякими офіційними організаціями; натомість у текст статей додають посилання на авторитетні джерела, за якими можна перевірити інформацію, а також уникають оригінальних досліджень. Вміст статей погоджується через консенсус на основі правил Вікіпедії.
Сторінка історії редагувань, що прикріплена до кожної статті, зберігає запис усіх попередніх версій статті, хоча версії з наклепницьким змістом, кримінальними погрозами, розкриттям персональних даних та з порушенням авторських прав можуть згодом вилучатися. Ця функція дозволяє легко порівнювати старі та нові версії, скасовувати редагування, які редактор вважає небажаними чи відновлювати втрачений вміст.
Окрім того, в історії редагувань зберігається інформація про кожного автора того чи іншого редагування. Так інформація про авторство статей є завжди доступною, що відповідає вимогам авторського права та вільній ліцензії, на якій надається текст Вікіпедії.
Сторінка «Обговорення», що супроводжує кожну статтю, її використовують для того, щоб координувати зусилля кількох редакторів. Постійні учасники також використовують «список спостереження» для статей, які їх цікавлять, щоб легко відслідковувати останні зміни в цих статтях, та мати змогу швидко скасовувати вандалізм. Широко використовують комп'ютерні програми, які називаються інтернет-ботами, для виконання багатьох однотипних редагувань, які неефективно робити вручну, наприклад виправлення поширених орфографічних помилок або створення статей стандартного вмісту, наприклад географічних.

### Правила, що регулюють вміст
Принципи редагування Вікіпедії втілені в «п'яти основах» та численних політиках і настановах, що призначені формувати відповідний вміст. Навіть ці правила зберігаються у вікі-формі, і редактори Вікіпедії як спільнота пишуть і переглядають ці політики та рекомендації і слідкують за їх виконанням — видаляють, додають шаблони із зауваженнями або змінюють статті, що не відповідають правилам. Правила різних Вікіпедій загалом дуже схожі, хоча можуть відрізнятися в деталях.
Окремим користувачам через голосування надають права адміністраторів. Такі користувачі можуть вилучати чи захищати окремі статті від редагування, блокувати користувачів-вандалів та виконувати інші адміністративні функції. Спільнота може також позбавляти адміністраторів їхніх прав.

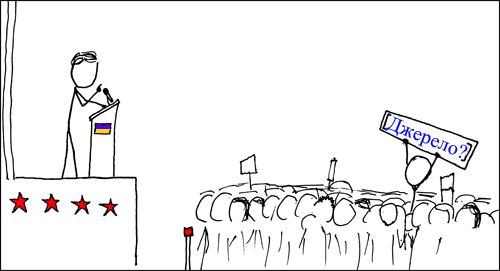
Зображення типової «хвороби» вікіпедистів

Оскільки Вікіпедію може редагувати кожен, одним з головних пунктів критики Вікіпедії часто стає те, що ніхто не відповідає за правильність і повноту інформації. Аби розв'язати цю проблему, до статей додають посилання на авторитетні джерела, щоб підтвердити ту чи іншу інформацію та дати можливість читачу самому перевірити її точність. Серед редакторів Вікіпедії це часто формулюється так: «верифікованість не означає істини» — тобто читачі, а не енциклопедія, в кінцевому підсумку відповідальні за перевірку правдивості статей і можуть формувати власні інтерпретації.
Згідно з правилами Вікіпедії, щоб стаття могла бути опублікована у Вікіпедії, вона повинна бути енциклопедичною і не бути словниковою чи схожою на таку. Тема статті також повинна відповідати критеріям значущості, що зазвичай означає, що вона повинна бути достатньо розкрита в інших авторитетних джерелах, таких як провідні медіа чи академічні видання, незалежні від предмету статті. Крім того, Вікіпедія має поширювати знання, що встановлені і визнаються. Іншими словами, вона не може містити, наприклад, нову інформацію чи оригінальні дослідження.
Нарешті, Вікіпедія повинна бути неупередженою та висвітлювати всі думки та точки зору, якщо можуть бути підтверджені належними зовнішніми джерелами. Це правило знане як нейтральна точка зору.

## Мовні розділи
Розподіл статей між мовними розділами:
На відміну від більшості енциклопедій, Вікіпедія доступна різними мовами. Наразі існують приблизно 64.7 млн статей у 321 мовному розділі, серед яких навіть є такі мови, як латина або церковнослов'янська мова. Для деяких мов існують розділи різними діалектами або правописами, наприклад білоруська «наркомівка» та білоруська «тарашкевиця», або норвезька «букмол» та норвезька «нюношк». Також існує мовний розділ простою англійською, в якій використовують найпростіші слова та граматику. Найбільшим мовним розділом незмінно є англійський, який налічує понад 6 млн статей. Український мовний розділ наразі налічує 1 371 679 статей і займає 14-те місце за кількістю статей, між китайським (13-те місце) та в'єтнамським (15-те місце) розділами. Наразі 18 мовних розділів мають більше мільйона статей:
1. Англійський (6 973 788 статей)
2. Себуанський (6 116 767 статей)
3. Німецький (3 001 197 статей)
4. Шведський (2 607 856 статей)
5. Французький (2 674 126 статей)
6. Нідерландський (2 183 010 статей)
7. Російський (2 036 416 статей)
8. Іспанський (2 021 034 статей)
9. Італійський (1 910 505 статей)
10. Єгипетсько-арабський (1 626 666 статей)
11. Польський (1 652 692 статей)
12. Японський (1 456 742 статей)
13. Китайський (1 469 966 статей)
14. Український (1 371 679 статей)
15. В'єтнамський (1 293 658 статей)
16. Варайський (1 266 654 статей)
17. Арабський (1 256 667 статей)
18. Португальський (1 145 935 статей)

Оскільки редактори одного мовного розділу можуть бути з різних країн, можуть виникати суперечки щодо правопису та граматики, а також щодо світогляду. Серед найвідоміших таких суперечок, деякі з яких навіть переросли в судові процеси, суперечки щодо назв «Kyiv» проти «Kiev» в англійській Вікіпедії та «Беларусь» проти «Белоруссия» в російській Вікіпедії, а також «в Украине» проти «на Украине» (також в російській Вікіпедії).

## Розміри Вікіпедії

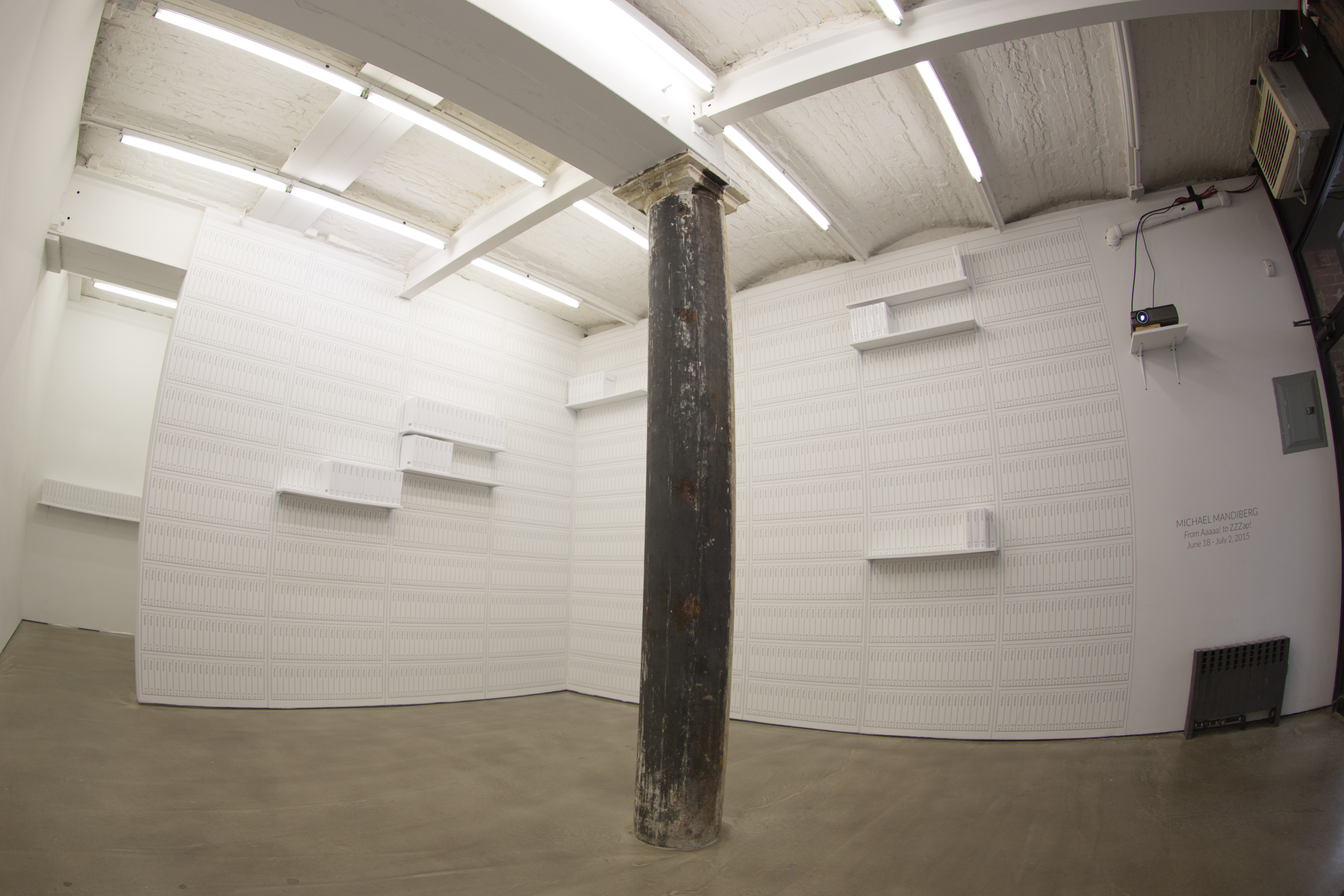
«Роздрукована» Англійська Вікіпедія

Оскільки Вікіпедія не є паперовою енциклопедією, її розмір є практично необмеженим. Вікіпедія є найбільшою енциклопедією за всю історію людства. Якщо роздрукувати Українську Вікіпедію у форматі Великої Радянської енциклопедії, то вона буде займати приблизно 659 томів. Якщо роздрукувати Англійську Вікіпедію у форматі Енциклопедії «Британніка», то вона займатиме приблизно 3100 томів. Якщо роздрукувати вікіпедії всіма мовами, то вони займатимуть приблизно 28 751 том або 144 книжні шафи.

## Спільнота редакторів
Станом на 31 серпня 2018 у Вікіпедіях усіма мовами число редакторів, які зробили 10 і більше редагувань становило 2 609 944.

## Популярність
| >50 % | <50 % | код | мова          |
| ----- | ----- | --- | ------------- |
|       |       | en  | англійська    |
|       |       | es  | іспанська     |
|       |       | fr  | французька    |
|       |       | ar  | арабська      |
|       |       | ru  | російська     |
|       |       | pt  | португальська |
|       |       | de  | німецька      |
|       |       | zh  | китайська     |
|       |       |     | інші мови     |
|       |       |     | відсутні дані |

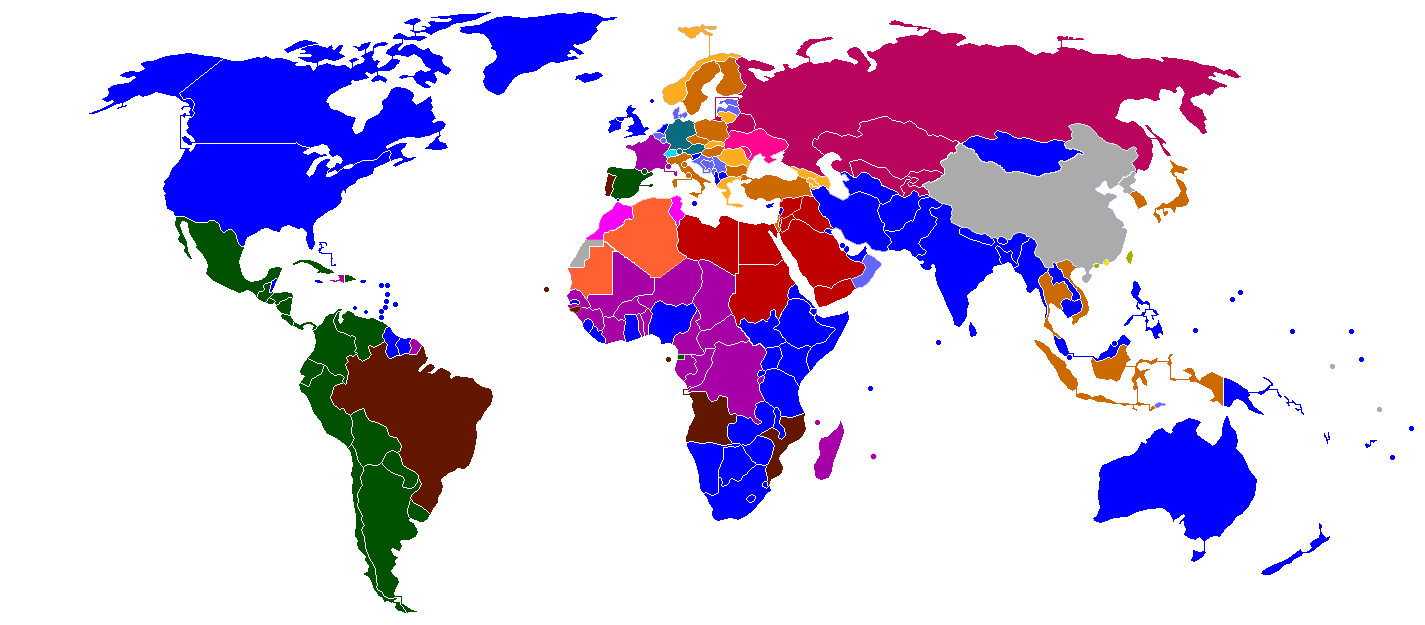
Домінування різних мовних розділів вікіпедії за відвідуваністю у світі.
Темним кольором позначено країни у яких відвідуваність цього розділу становить більше 50 % відвідуваності всіх розділів Вікіпедії, світлим — менше 50 %.

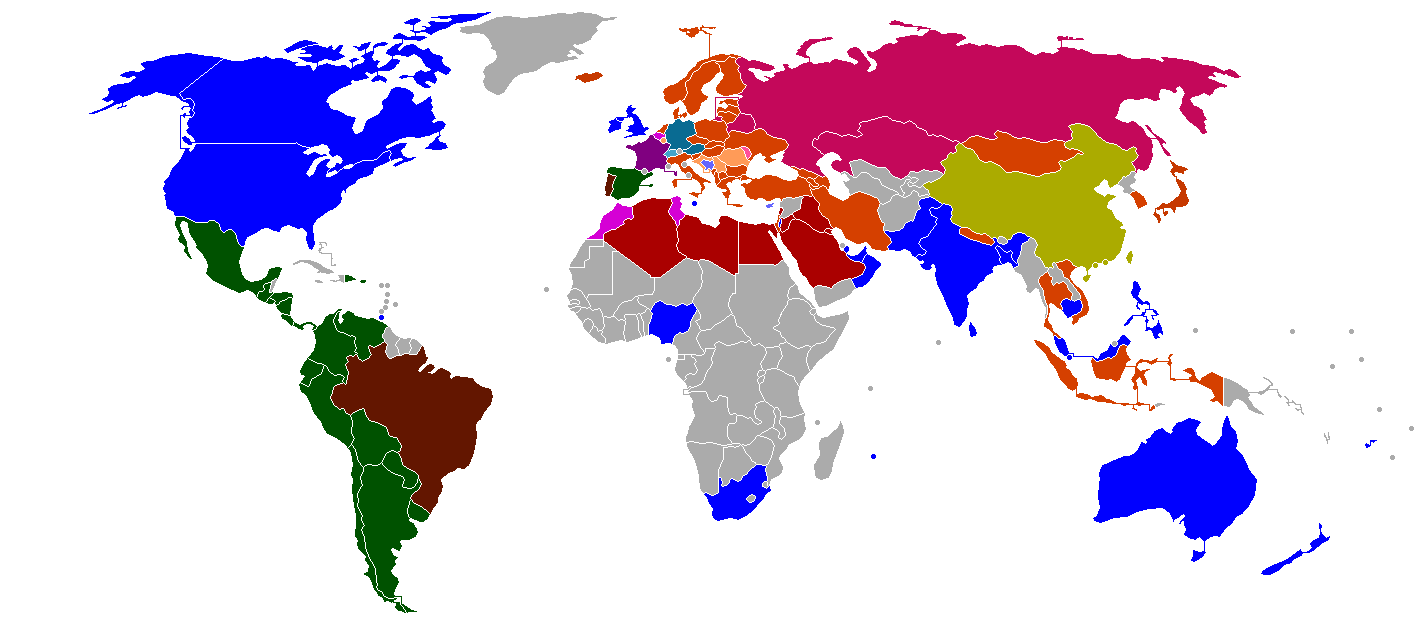
Домінування різних мовних розділів вікіпедії за кількістю редагувань у країнах світу.

Згідно із сайтом alexa.com, Вікіпедія:
- 5-й найвідвідуваніший сайт світу;
- 7-й — в Україні;
- і навіть 107-й у Китаї, де він офіційно заборонений.

Згідно з дослідженням компанії Opera Software «State of the Mobile Web» у листопаді 2010 сайт wikipedia.org посів в Україні 6-е місце серед сайтів, що мали найбільшу кількість унікальних відвідувачів через застосунок Opera Mini.
Згідно з дослідженням Лабораторії соціального маркетингу «Сарафанноє радіо», сайт http://wikipedia.org належить до числа 7 найпопулярніших сайтів в Україні за підсумками 2017.

### Популярність різних мовних розділів Вікіпедії в Україні
Українські користувачі користуються трьома різними мовними розділами Вікіпедії (частка кожного >5 %).
У IV кварталі 2009 з території України переглянуто 70,5 % сторінок Вікіпедії російською, 13,8 % англійською і лише 12,3 % українською мовою.
В IV кварталі 2010 російською переглянуто 67,4 % сторінок, англійською 15,1 %, а українською вже 15,0 %. Серед українців також були популярні Вікіпедії німецькою — 0,4 %, польською — 0,2 %, французькою — 0,2 %, іспанською, італійською та арабською мовами — по 0,08 %.
IV квартал 2011 року показав такі цифри: російськомовна Вікіпедія — 64,0 %, українська 14,9 %, англійська 7,9 %.
У IV кварталі 2012 року російська вікіпедія мала 69,4 % переглядів, українська — 18,7 %, і англійська 8,0 %.
Останній квартал 2013 року показав, що відвідування російськомовної Вікіпедії з території України залишилось майже незмінним — 69,3 %. Дещо зросла відвідуваність україномовної Вікіпедії — 19,5 % і впала англійською — 7,5 % від усіх переглядів з території України.
У наступні роки спостерігається тенденція до подальшого збільшення відвідувань україномовної вікіпедії.
У вересні 2018 року (1.2 % трафіку з країни) 23.9 % відвідувань Вікіпедії з України припадало на Українську Вікіпедію, 56 % — на Російську, 17.7 % — на Англійську.
Переглянути статистику для всіх країн: http://stats.wikimedia.org/wikimedia/squids/SquidReportPageViewsPerCountryTrends.htm
У перспективі українська Вікіпедія на території України може стати популярнішою за російськомовну, оскільки співвідношення числа переглядів російською до числа переглядів українською невпинно зменшується, що пов'язано зі збільшенням кількості статей і їх змістового наповнення в українській версії.

## Сучасний стан
Відомо, що 23 січня 2020 року англомовна Вікіпедія, що є найбільшим мовним розділом онлайн-енциклопедії, переступила позначку у 6 млн статей. Та попри це кількісне зростання статей, глобальна участь Вікіпедії в Інтернеті, за даними Alexa, продовжувала знижуватися. До лютого 2020 року Вікіпедія посіла одинадцяте місце в світі за відвідуваністю в мережі Інтернет.
Все ж, як з ключовим ресурсом для поширення інформації, пов'язаної з COVID-19, Всесвітня організація охорони здоров'я співпрацювала саме з Вікіпедією, — щоб допомогти боротися з поширенням дезінформації.

## Супутні проєкти
Фонд Вікімедіа, некомерційна організація, яка підтримує роботу Вікіпедії, також підтримує й інші проєкти зі створення вільних матеріалів у Інтернеті. До них, зокрема, належать:
- вільна бібліотека — Вікіджерела,
- вільні підручники — Вікіпідручник,
- словник — Вікісловник,
- збірники цитат — Вікіцитати,
- вільні новини — Вікіновини,
- вільний каталог біологічних видів — Віківиди,
- збірка медіа-файлів — Вікісховище.

### Нагороди

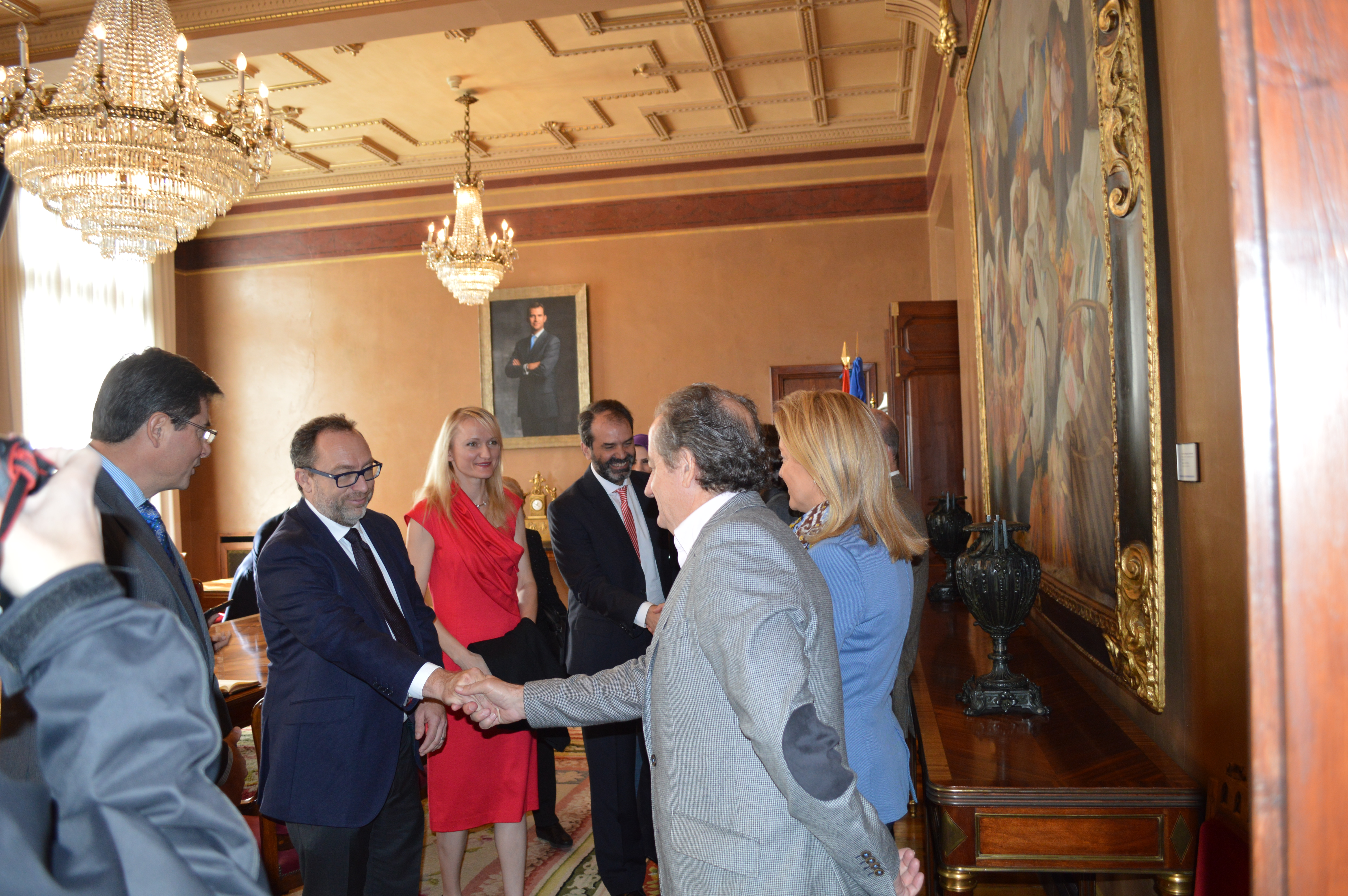
Вікіпедисти в парламенті Астурії (Іспанія)

### Вікіпедія в літературі і мистецтві

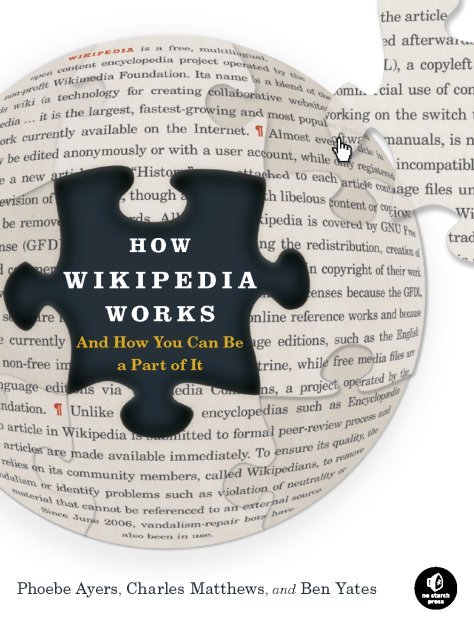
Обкладинка першої монографії про Вікіпедію — «How Wikipedia Works»

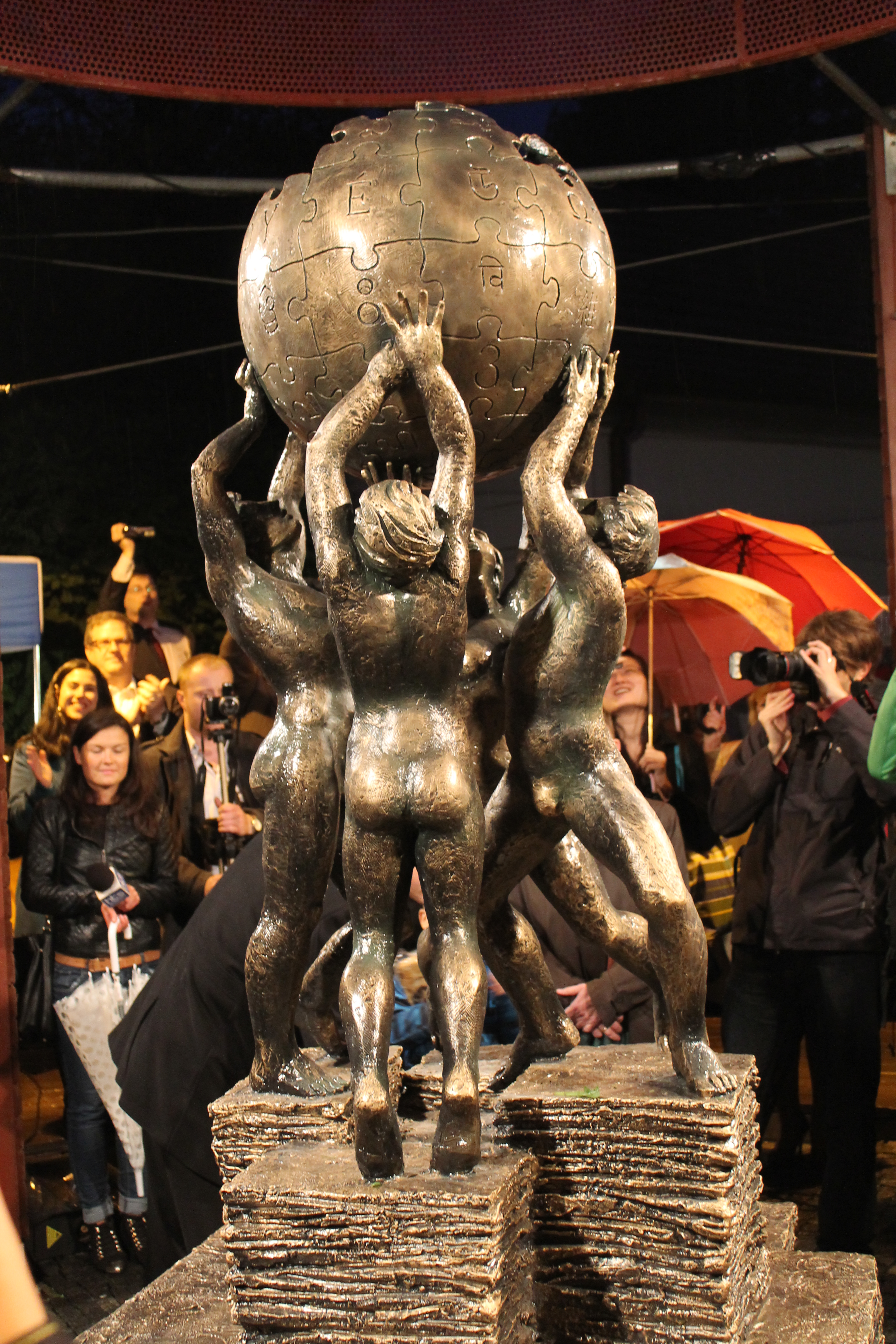
Пам'ятник Вікіпедії у м. Слубіце (Польща)

## Значення